# یواس‌اس دیویس (تی‌بی-۱۲)
یواس‌اس دیویس (تی‌بی-۱۲) (به انگلیسی: USS Davis (TB-12)) یک کشتی بود که طول آن 148 ft (45.11 m) بود. این کشتی در سال ۱۸۹۸ ساخته شد.